# بانک سی‌اس‌بی
بانک سی‌اس‌بی (انگلیسی: CSB Bank) شرکت خدمات مالی و بانکداری هندی است، که در سال ۱۹۲۰ تأسیس شد.